# Batalla de Marengo
La batalla de Marengo fou lliurada al Piemont, a la plana entre les viles actuals de Spinetta Marengo (en piamontès La Spinëta) i Castelceriolo (en piamontès Castesirió), properes a la ciutat d'Alessandria (municipi del Piemont) (piamontès Lissandria), el 14 de juny del 1800, en el marc de la Guerra de la Segona Coalició. Va concloure amb una victòria francesa i amb la retirada de les tropes austríaques de la major part del territori italià.

## Batalla
L'exèrcit francès dirigit per Napoleó Bonaparte (que acabava de ser nomenat Primer Cònsol després del cop d'estat del 18 de Brumari) va ser atacat pels austríacs sota el comandament del tinent general Michael Friedrich von Melas.
Els francesos van ser sorpresos, tanmateix, el curs de la batalla va canviar dramàticament amb el retorn (en resposta d'un missatge urgent de Napoleó) de tropes franceses al comandament del general Desaix. Un contraatac dirigit per Desaix, després d'un breu bombardeig de l'artilleria, va impactar en l'ala dreta dels austríacs i una càrrega de cavalleria dirigida per François Christophe Kellermann va completar la seva derrota.

## Conseqüències
La victòria francesa a la batalla de Marengo retornà la llibertat a Nicolas Jean de Dieu Soult, que rep el comandament de la part sud del Regne de Nàpols.